# Токуґава Ієйосі
Токуґава Ієйосі (яп. 徳川 家慶, 22 червня 1793 — 27 липня 1853) — 12-й сьоґун сьоґунату Едо. Правив у 1837-1853.

## Життєпис
Другий син Токуґави Іенарі, 11-го сьоґуна сьоґунату Едо. У квітні 1837 року Токуґава Ієйосі був проголошений новим сьогуном Японії, але фактично він почав правити лише після смерті свого батька в 1841 році. Того ж року розпочав свої реформи родзю Мідзуно Тадакуні. Він заохочував заощадливість, сприяв викоріненню асоціальних звичаїв та практик, повертав селян з міст до сіл, розпускав картелі купців-монополістів кабунакама, конфісковував землі хатамото і даймьо в околицях Едо та Осаки в обмін на землі в провінції. Проти такого суворого курсу постійно виступали чиновники центрального уряду та населення, до того ж вони не мали значного економічного ефекту. Тому Реформи Темпо було згорнуто 1843 року.
Водночас значне занепокоєння викликала поразка династії Цін в Першій опіумній війні проти Великої Британії. Бакуфу вирішило озброюватися для можливого спротиву європейцям, проте лише окремі залоги на узбережжі досягли успіхи в отриманні сучасної вогнепальної зброї. Втім у 1844 році відмовив делегації Нідерландів відкрити порти Японії для торгівлі.
Незважаючи на завершення реформ їх дія ще тривала протягом 1840-х років. Але зрештою під тиском даймьо і торгівців більшість рішень Мідзуно було скасовано. Наказ про розпуск кабунакама було остаточно скасовано в 1851 році. Спроба уряду впоратися шляхом реформ з фінансовими труднощами продемонструвала його безсилля і міцність економічних позицій торгово-підприємницького стану. Успішно пройшли реформи в деяких економічно розвинутих ханах.
1853 року сьоґун Токуґава Ієйосі помер. Владу перейняв його син Токуґава Ієсада.